# Cuerpo graso

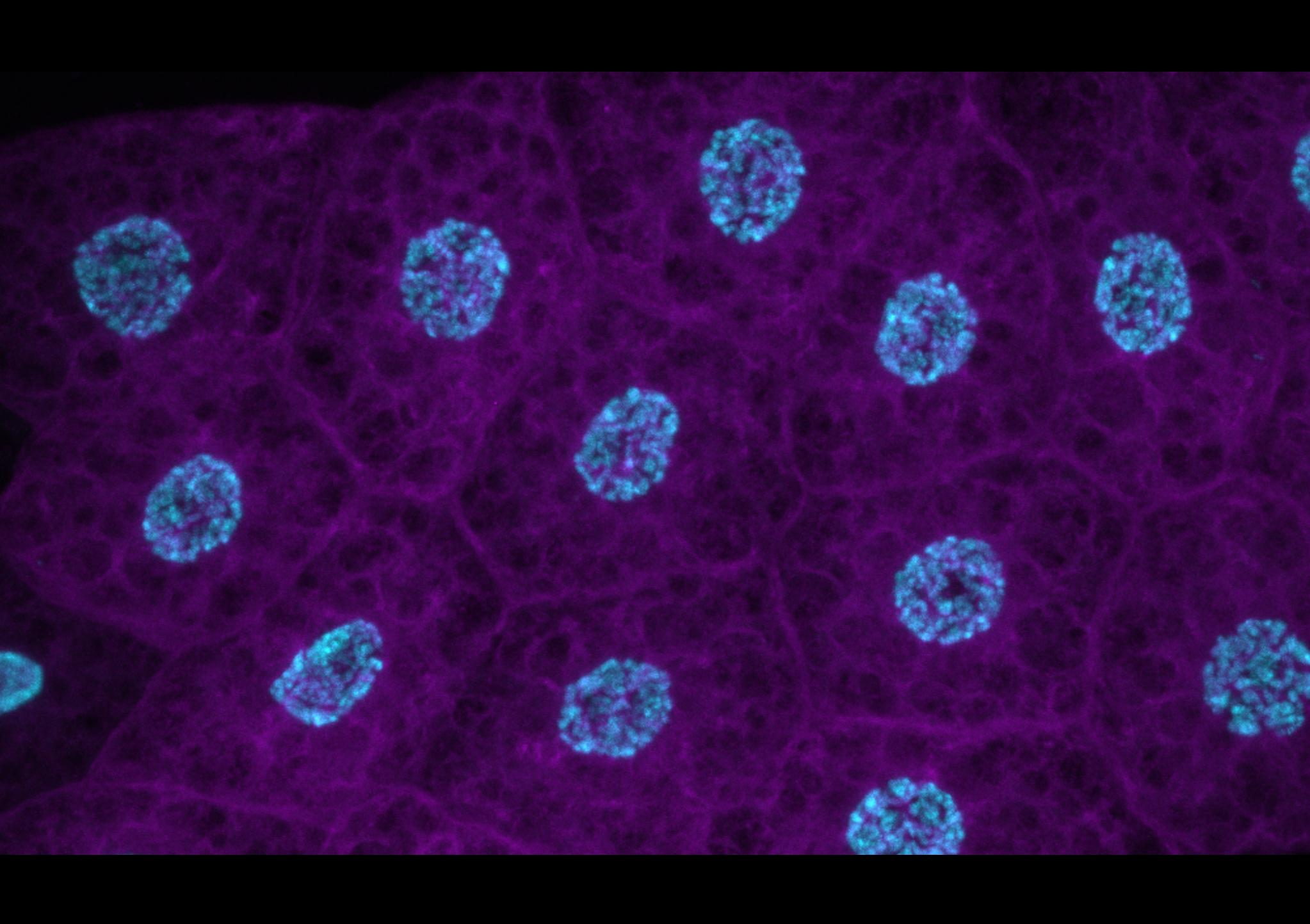
Tinción nuclear de células del cuerpo graso de un insecto

El cuerpo graso en los insectos es un tejido altamente dinámico formado principalmente de células de almacenamiento.  Está distribuido por toda la cavidad interna del insecto (haemocoele) muy cerca del exoesqueleto, ovarios y órganos digestivos. Sus funciones principales son el almacenamiento de nutrientes y su metabolismo. Es generalmente comparado al hígado y tejido adiposo en mamíferos. Además puede cumplir una variedad de otras funciones como la regulación hormonal, inmunidad, vitelogenesis y como nicho para microorganismos simbiontes. 
Su presencia, estructura, composición celular, ubicación y funciones varían entre diferentes insectos, incluso entre especie diferente del mismo género o entre las diferentes etapas del desarrollo de un mismo individuo. Es más abundante en el último estadio ninfal o larval y algunos adultos carecen totalmente de cuerpo graso.  

## Funciones
El cuerpo graso cumple diferentes funciones que incluyen almacenamiento de lípidos y su metabolismo, regulación hormonal e inmunidad.

## Desarrollo
El cuerpo graso es de origen mesodérmico y está compuesto de una red de capas delgadas, lazos o  nódulos pequeños suspendidos en el hemocoele por tejido conectivo y tráqueas. De este modo la mayoría de sus células están en contacto directo con la hemolinfa.

## En otros artrópodos
El cuerpo graso ha sido mayormente estudiado en insectos. No obstante,  también ha sido identificado en otros artrópodos incluyendo Chelicerata, Crustáceos y todas las clases importantes de Myriapoda, aunque no en todos los  subtaxones.